# جوب دراز میرزابیگی
جوب دراز میرزابیگی، روستایی در دهستان کارزان بخش کارزان شهرستان سیروان در استان ایلام ایران است.

## جمعیت
بر پایه سرشماری عمومی نفوس و مسکن در سال ۱۳۹۵، جمعیت این روستا برابر با ۵۳۵ نفر (۱۴۸ خانوار) بوده است.